# Orgyarbela
Orgyarbela is een geslacht van vlinders van de familie van de Metarbelidae. De wetenschappelijke naam en de beschrijving van dit geslacht werden voor het eerst in 2020 gepubliceerd door Roman Yakovlev en Vadim Zolotuhin.
De soorten van dit geslacht komen voor in Zuidoost-Azië.

## Soorten
- Orgyarbela kerri Yakovlev & Zolotuhin, 2020
- Orgyarbela mackwoodi Yakovlev & Zolotuhin, 2020
- Orgyarbela millemaculata (Hampson, 1897)